# HD 93129A
HD 93129A je horká hvězda spekrální třídy O nacházející se v mlhovině Carina. Jedná se o jednu z nejzářivějších známých hvězd v Mléčné dráze. Hvězda je dominantním členem mladé otevřené hvězdokupy Trumpler 14 ve hvězdné asociaci Carina OB1 v níž se nacházejí i další hyper zářivé hvězdy jako Eta Carinae a WR 25. 
HD 93129A má ve hvězdpokupě blízkého souseda. Je jím hvězda hlavní posloupnosti spektrální třídy O HD 93129B, nacházející se 3 obloukové vteřiny daleko. Nedávno bylo zjištěno, že i sama hvězda HD 93129A je binární. Jejím společníkem je další velmi horká hvězda třídy O. Uvnitř oblasti velké 5 obloukových vteřin bylo zjištěno dalších 5 slabších hvězd. 